# Эмери Нарбоннский
Эмери́ Нарбо́ннский (фр. Aymeri de Narbonne) — персонаж французского эпоса (жеста Гарена де Монглан), герой двух поэм. Внук Гарена де Монглана, отец семерых сыновей и пяти дочерей.

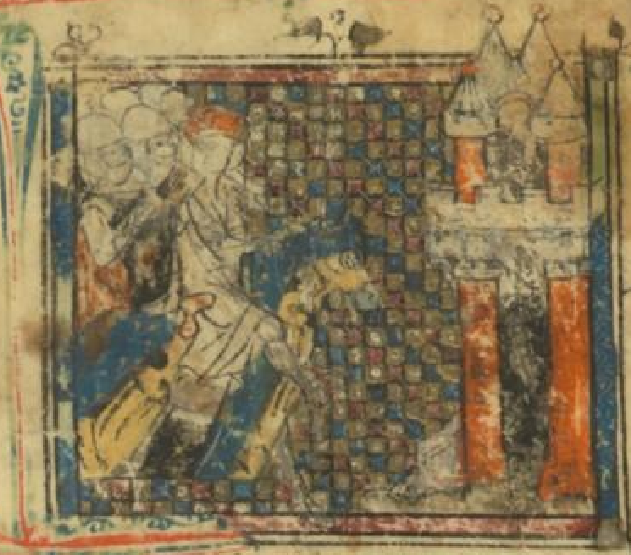
Карл Великий у Нарбонны (иллюстрация из средневековой рукописи поэмы «Эмери Нарбоннский»

Сыновья: Бернад де Бребан, Бев де Коммарши, Гильом Оранжский, Эрнальт Жеронский, Гарен д'Ансеюн, Аймер, Гвибер д'Андрена.
Из дочерей Эмери по имени названа только одна — Бланшефлор, ставшая женой Людовика Благочестивого.

## Поэмы
- В поэме «Жирар де Вьенн» юный Эмери своим необузданным пылом во многом усугубляет конфликт между Карлом Великим и графом Жираром.
- Поэма «Эмери Нарбоннский» (первая треть XIII века) приписывается (как и предыдущая) труверу Бертрану де Бар-сюр-Об. Поэма начинается описанием возвращения франков из-под Ронсеваля. У Нарбонны Карл обещает отдать город в качестве фьефа тому из баронов, кто решится отвоевать его у сарацин. На это откликается один Эмери. Он собирает смельчаков, осаждает Нарбонну и освобождает её от сарацинского господства. Затем он направляется в Ломбардию, чтобы взять в жены Эрменгарду, но вынужден тут же вернуться, так как к Нарбонне подошла новая армия сарацин. С помощью своего дяди Жирара де Вьенн Эмери наносит сарацинам поражение. Тут же на поле боя он женится на Эрменгарде.
- В следующей (по эпической хронологии) поэме, «Нарбоннцы» (конец XII-начало XIII в.), Эмери посылает четырёх сыновей, Бернара, Гильома, Эрнальта и Аймера, ко двору Карла Великого, Бёва — ко двору Иона Гасконского, Гарена — ко двору Бонифация Ломбардского. Лишь малолетний Гибер остаётся дома. Шесть братьев успешно сражаются и добиваются посвящения в рыцари. Тем временем сарацины осаждают Нарбонну. Умирает Карл Великий. Войско нового короля, Людовика, в которое входят и шестеро братьев со своими отрядами, дают сарацинам решительное сражение и побеждают.
- Последняя по хронологии поэма, «Смерть Эмери Нарбоннского», самая ранняя по времени возникновения: она датируется концом XII века. В поэме рассказывается, как к состарившемуся и больному Эмери Нарбоннскому присылает за помощью король Людовик. В это время Нарбонну осаждает войско сарацин во главе с Корсольтом. Эмери организует оборону и смело сражается, но попадает в плен. К тому же из Испании на помощь к сарацинам прибывает тридцатитысячная армия амазонок, которая овладевает городом. Но среди этих женщин-воинов оказывается много переодетых франков, в руки которых и переходит Нарбонна. На женское войско нападает армия "Стрелолистов" (Les Sagittaires), пиренейских кентавров. Против них ведет своё войско Эмери и погибает в одном из сражений вместе с двумя сыновьями.